# Stettiner Berge
Stettiner Berge este o arie protejată (arie specială de conservare — SAC, sit de importanță comunitară — SCI) din Germania întinsă pe o suprafață de 22,26 ha, integral pe uscat.

## Localizare
Centrul sitului Stettiner Berge este situat la coordonatele 53°15′05″N 14°25′54″E / 53.2514°N 14.4317°E.

## Înființare
Situl Stettiner Berge a fost declarat sit de importanță comunitară în martie 2004.

## Biodiversitate
Situată în ecoregiunea continentală, aria protejată conține 4 habitate naturale: Pajiști calcaroase din nisipuri xerice, Pajiști stepice subpanonice, Păduri pe pante, grohotișuri și ravene de Tilio-Acerion, Păduri de pin din stepa sarmatică.
La baza desemnării sitului se află un număr nedeclarat de specii protejate.
Pe lângă speciile protejate, pe teritoriul sitului au mai fost identificate 14 specii de plante.